# Tricholoma portentosum
Tricholoma portentosum (Elias Magnus Fries, 1821 ex Lucien Quélet, 1873) din încrengătura Basidiomycota, în familia Tricholomataceae și de genul Tricholoma este o specie de ciuperci comestibile care coabitează, fiind un simbiont micoriza, formând prin urmare micorize pe rădăcinile arborilor. O denumire populară nu este cunoscută. Buretele trăiește în România, Basarabia și Bucovina de Nord rar izolat, mai mult în grupuri, chiar și în cercuri de vrăjitoare, pe sol acru sau nisipos, în păduri de conifere sub brazi argintii, molizi și în primul rând sub pini, adesea pe pernițe de mușchi, foarte rar și în cele de foioase sau mixte pe lângă mesteceni și plopi tremurători. Apare de la deal la munte, în unele regiuni destul de des, din (august) septembrie până în decembrie, chiar și după primele înghețuri.

## Taxonomie
Numele binomial a fost determinat drept Agaricus portentosus de către renumitul savant suedez Elias Magnus Fries în volumul 1 al marii sale opere Systema mycologicum din 1821, iar cunoscutul micolog francez Lucien Quélet a transferat specia corect la genul Tricholoma sub păstrarea epitetului, de verificat în partea a 2-a a lucrării sale Les champignons du Jura et des Vosges din 1873. Acest taxon reprezintă numele curent (2020).	
Toate celelalte denumiri sunt acceptate sinonim, dar, nefiind folosite, pot fi neglijate.
Epitetul este derivat din cuvântul latin (latină portentosus=minunat, mirific (dar și aventuros sau nenatural), datorită mirosul și gustului fain.

## Descriere

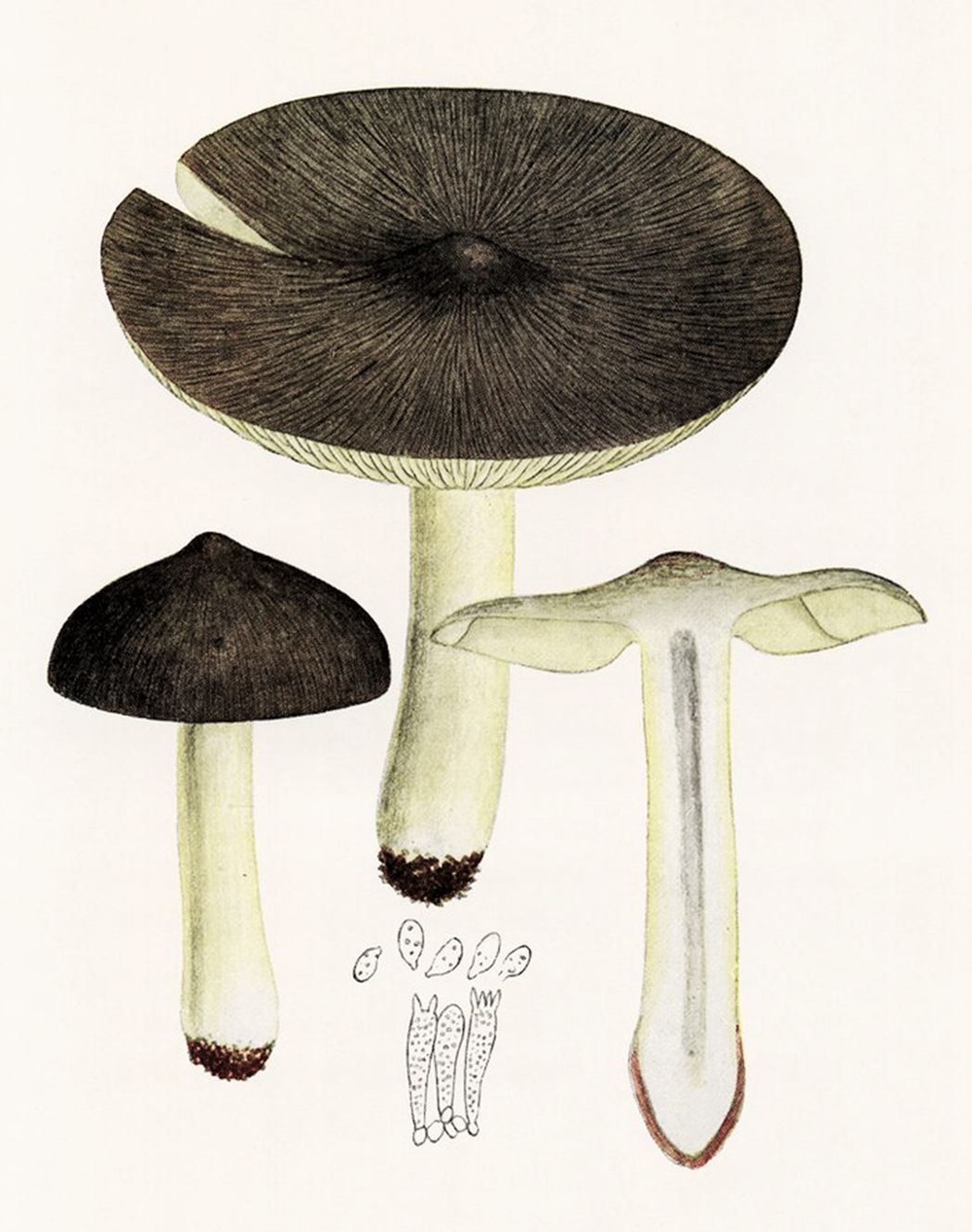
Bres.: Tricholoma portentosum

- Pălăria: are un diametru de 5-12 (15) cm, este destul de cărnoasă, inițial emisferică sau în formă de clopot cu marginea răsfrântă spre interior, repede convexă, apoi aplatizată, cu un gurgui central larg și turtit destul de vizibil, pe suprafața căruia apar mici umflături ca niște negi precum nu rar cu unele crăpături adânci verticale la marginea atunci ondulată. Cuticula este pe vreme uscată mată, dar la umezeală lucioasă, foarte lipicioasă până unsuroasă și pătrunsă de nervuri radiale foarte subțiri și negricioase pe un fond gri-cenușiu. Prezintă aproape mereu nuanțe în colorit de la galben-verzui, peste gri-brun, violet-cenușiu până la brun-măsliniu.
- Lamelele: moi cu muchii fertile și slab zimțate, devin cu timpul bulboase, sunt nu prea late, destul de aglomerate, bifurcate și intercalate, bombat aderente la picior (numit: șanț de castel) și în vârstă nu rar șerpuite. Coloritul la început albicios capătă cu timpul o tentă mai mult sau mai puțin galben-verzuie și la bătrânețe pete galbene sau galben-maronii.
- Piciorul: are o lungime de 6-9 (11) cm și o lățime de 2-3 cm, este cilindric, dar îngroșat spre bază, slab fibros, neted cu un luciu mătăsos și ușor striat pe exterior precum în tinerețe plin, apoi gol pe dinăuntru. Este de colorit alb până gri-gălbui, la bătrânețe uneori și măsliniu, fiind acoperit cu o pulbere fină, albicioasă ca mătreața în partea superioară, spre bază mereu cu nuanțe galben-verzui. Tija se prelungește de la bază prin filamente miceliare care au aspect de rădăcini fine. Nu prezintă un inel.
- Carnea: este albă, sub cuticulă gri-gălbuie, compactă, în picior slab fibroasă cu un miros proaspăt de pepeni, castraveți, ușor și plăcut de faină precum cu un gust blând, slab făinos, după mestecare ca de pepene sau de stridie.[3][4][5]
- Caracteristici microscopice: are spori netezi, lat elipsoidali, apiculați spre vârf neamiloizi (nu se decolorează cu reactivi de iod) și hialini (translucizi), având o mărime de 7-8 x 4-6 microni. Pulberea lor este albă. Basidiile clavate și fără fibule cu 2-4 sterigme fiecare măsoară 25-30 x 6-7 microni. Cheilocistide (cistide de pe muchia lamelor) există numai puține sau lipsesc total. Pe suprafața piciorului se găsesc așa numite caulocistide cilindrice până îndoite de 20-60 × 3-9 µm. Cuticula cu o grosime de  până la 300 microni este formată din fire hifale cilindrice de 1,5-4 µm.[9][10]
- Reacții chimice: carnea se decolorează cu hidroxid de potasiu bej (lamelele fiind presărate de bobițe negricioase) și cu tinctură de Guaiacum după aproximativ 10 minute albastru.[11][12]

Mai există o variație albină foarte rară a ciupercii, anume Tricholoma portentosum var. lugdunense  Bon, (1976) (descrisă ca lugdunensium): imagini.

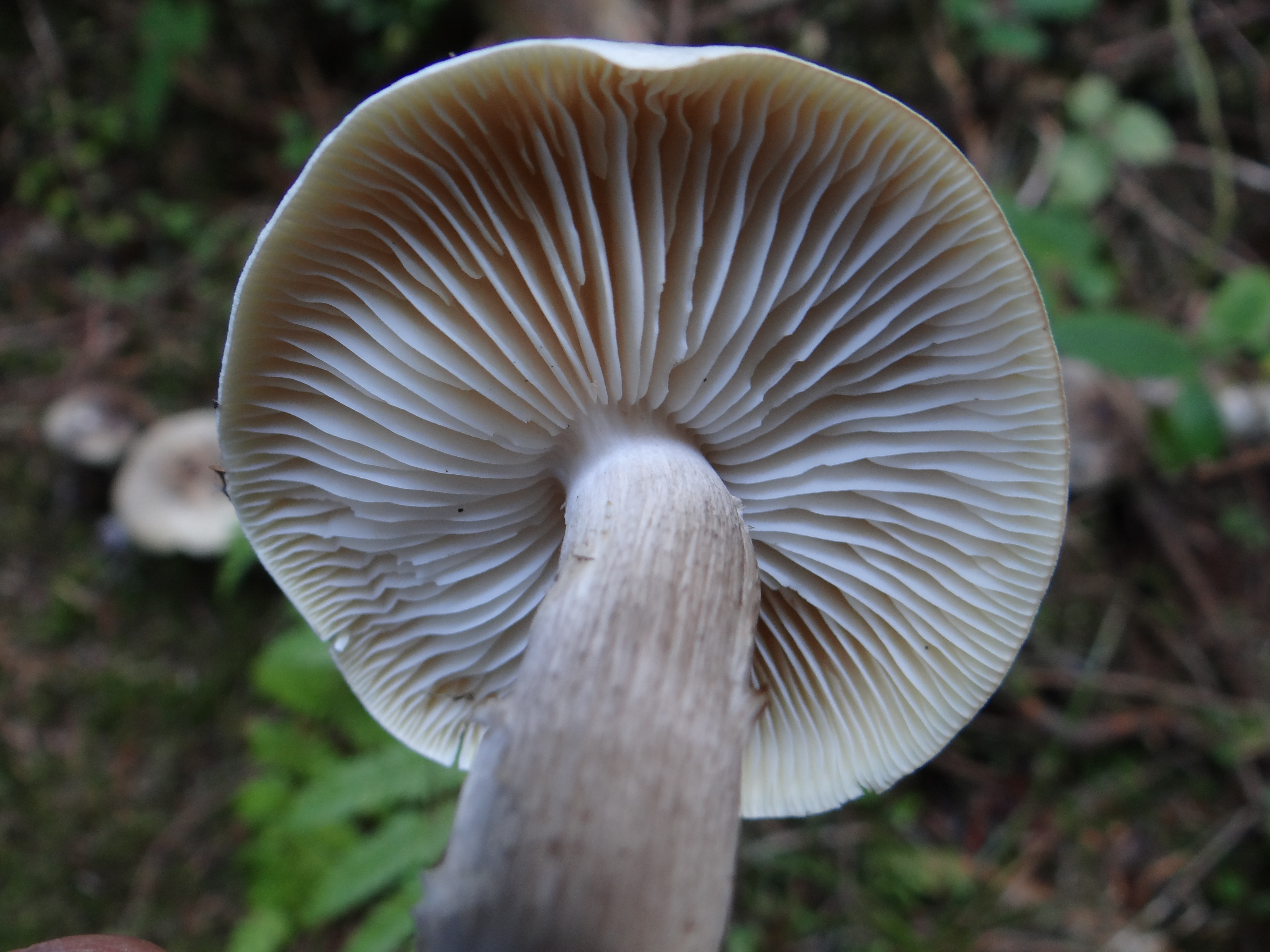
T. portentosum mai tânăr, lamele și picior
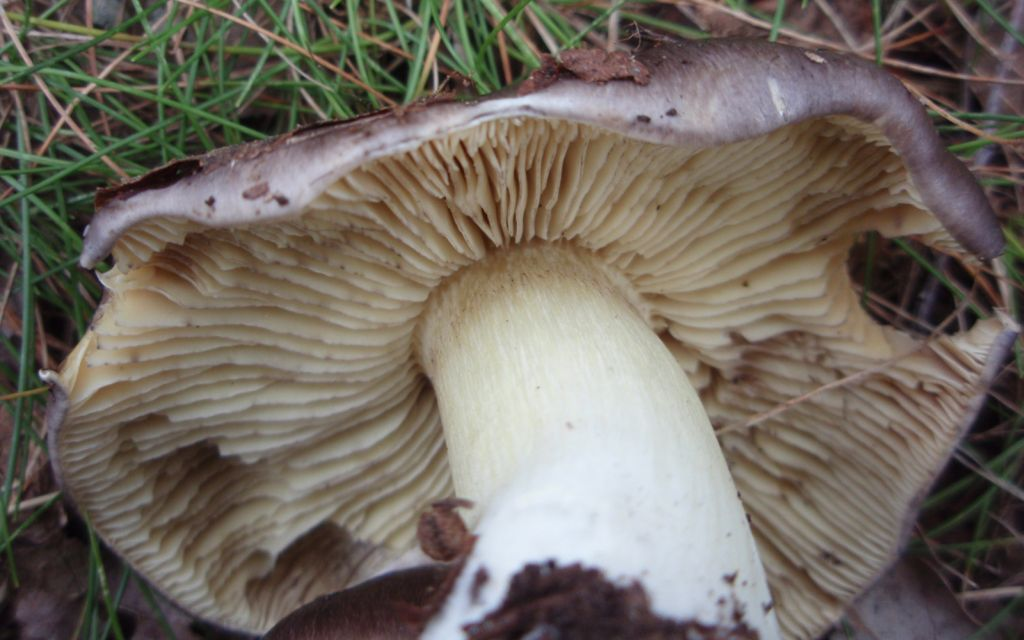
T. portentosum mai bătrân, lamele și picior
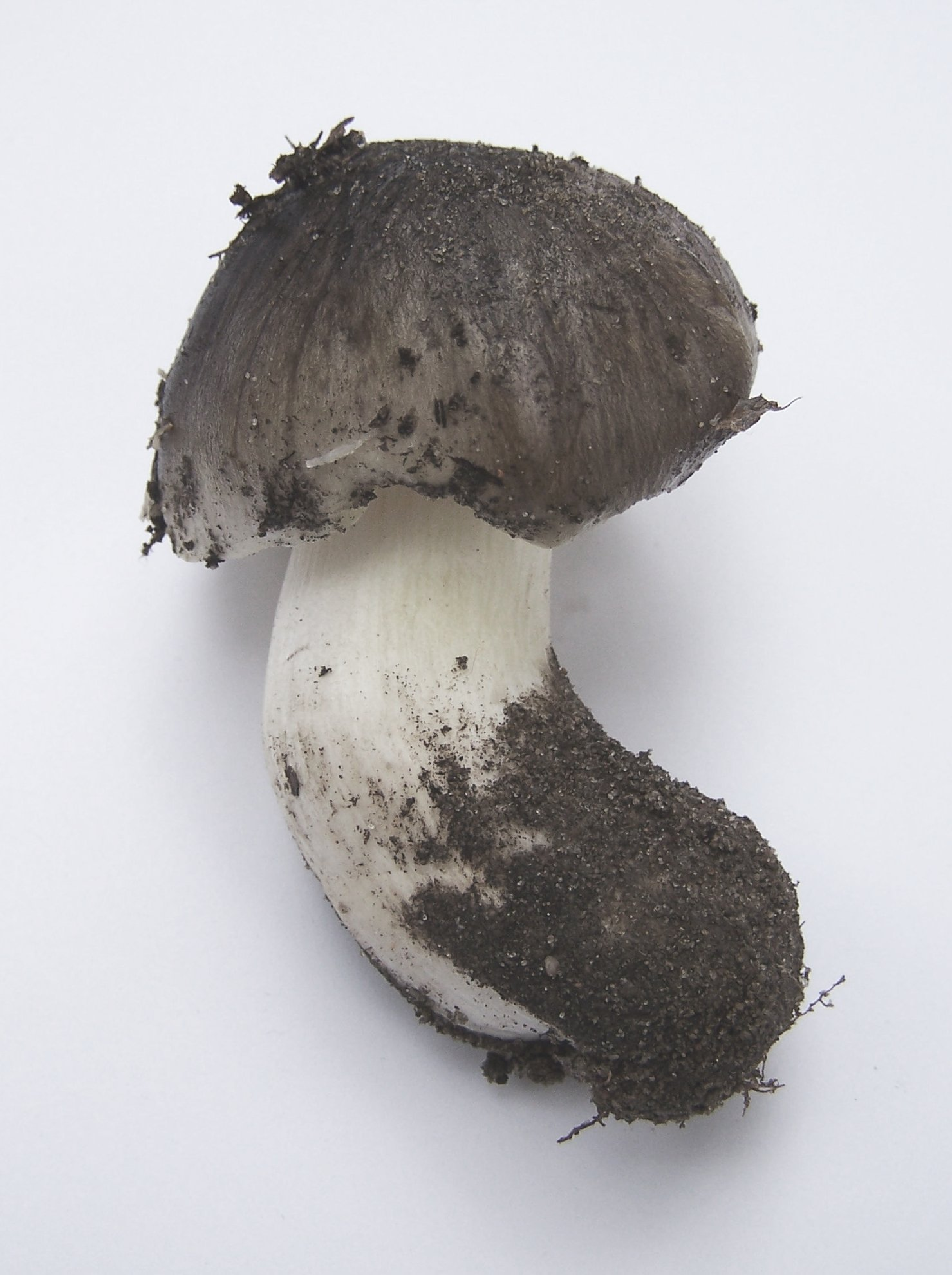
T. portentosum tânăr
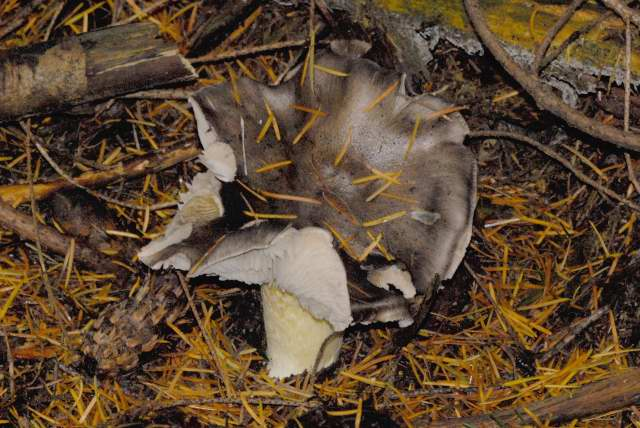
T. portentosum bătrân, brun-măsliniu
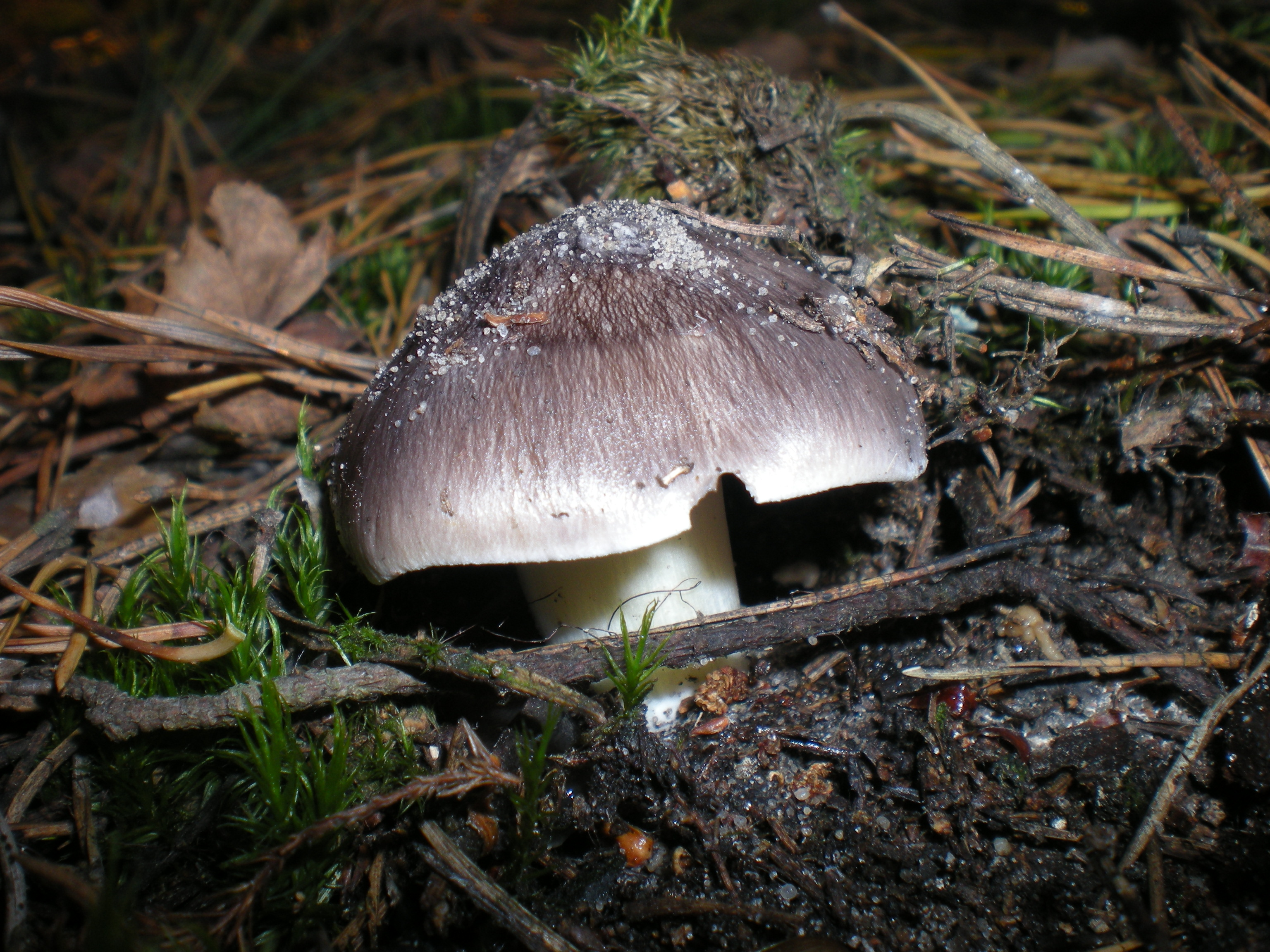
T. portentosum gri-cenușiu

## Confuzii
Acest burete poate fi confundat ușor cu soiuri comestibile, necomestibile și toxice, ca de exemplu Entoloma bloxamii (comestibil), Entoloma prunuloides (necomestibil), Lentinus tigrinus sin. Panus tigrinus (tânăr comestibil), Russula virescens (comestibil). Tricholoma acerbum (necomestibil), Tricholoma argyraceum (comestibil), Tricholoma atrosquamosum sin. Tricholoma squarrulosum (comestibil, trăiește în păduri de foioase preferat sub fagi dar și în cele de rășinoase, miros de piper negru, gust făinos), Tricholoma bresadolanum (necomestibil, gust amar, trăiește numai în păduri de foioase sub fagi, foarte rar), Tricholoma cingulatum (comestibil), Tricholoma gausapatum (comestibil),  Tricholoma inocybeoides sau Tricholoma argyraceum var. inocybeoides  (comestibil, intră în simbioză cu carpeni, mesteceni sau tei, miros imperceptibil, gust blând), Tricholoma luridum (necomestibil, preferă soluri calcaroase și mai bogate în nutrienți, miros destul de degustător extrem de faină, apare ceva mai devreme și nu se dezvoltă iarna), Tricholoma myomyces (comestibil, se dezvoltă sub pini în păduri de conifere, dar și prin parcuri, pe dune, miros imperceptibil, gust blând, slab astringent), Tricholoma orirubens (comestibil, trăiește numai în păduri de foioase preferat sub fagi și stejari), Tricholoma pardinum sin. Tricholoma tigrinum (otrăvitor), Tricholoma saponaceum (necomestibil), Tricholoma scalpturatum (comestibil), Tricholoma sciodes (necomestibil până slab toxic, apare numai în păduri de fag pe sol bazic, miros pământos, gust amar și iute, trăiește numai în păduri de foioase preferat sub fagi), Tricholoma pessundatum (otrăvitor), Tricholoma stans 577910.jpg|!Tricholoma stans! Tricholoma terreum (comestibil, savuros), Tricholoma virgatum (otrăvitor) sau Tricholoma vaccinum (necomestibil, ingerat în cantități mai mari toxic, se dezvoltă  în același habitat ca specia descrisă, miros făinos-pământos, gust făinos, amărui și slab iute).

## Specii asemănătoare în imagini

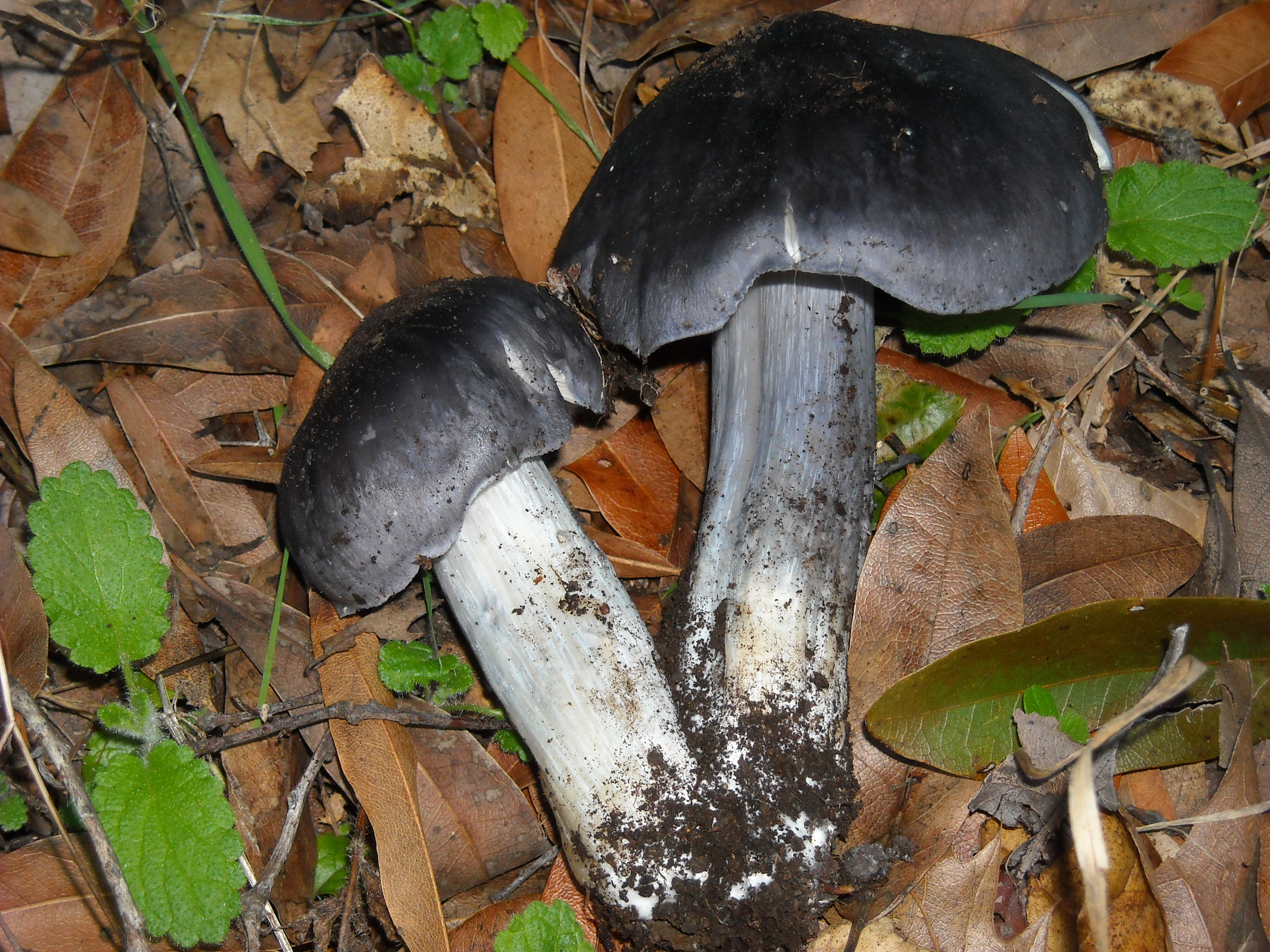
Entoloma bloxamii
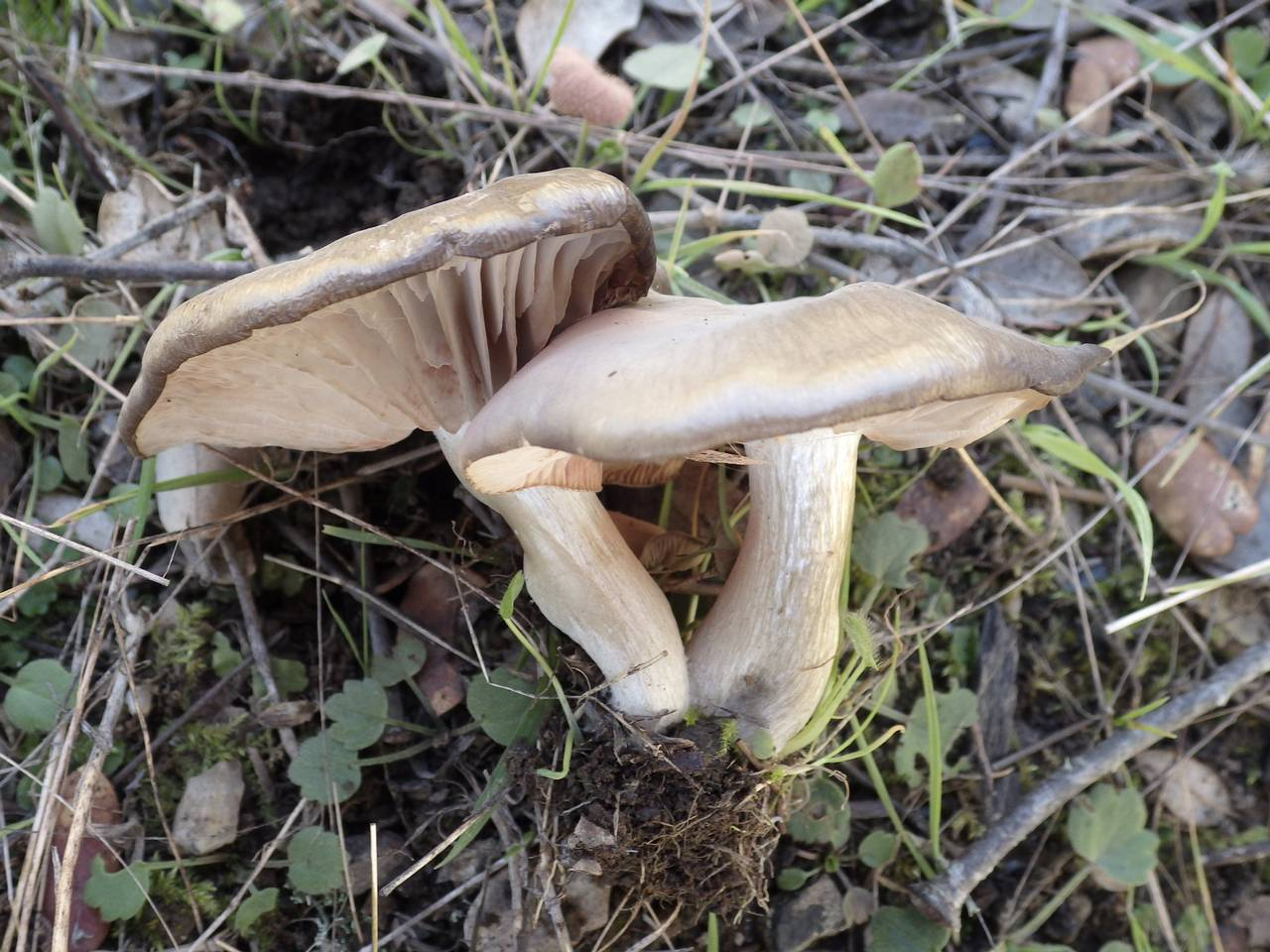
!Entoloma prunuloides!
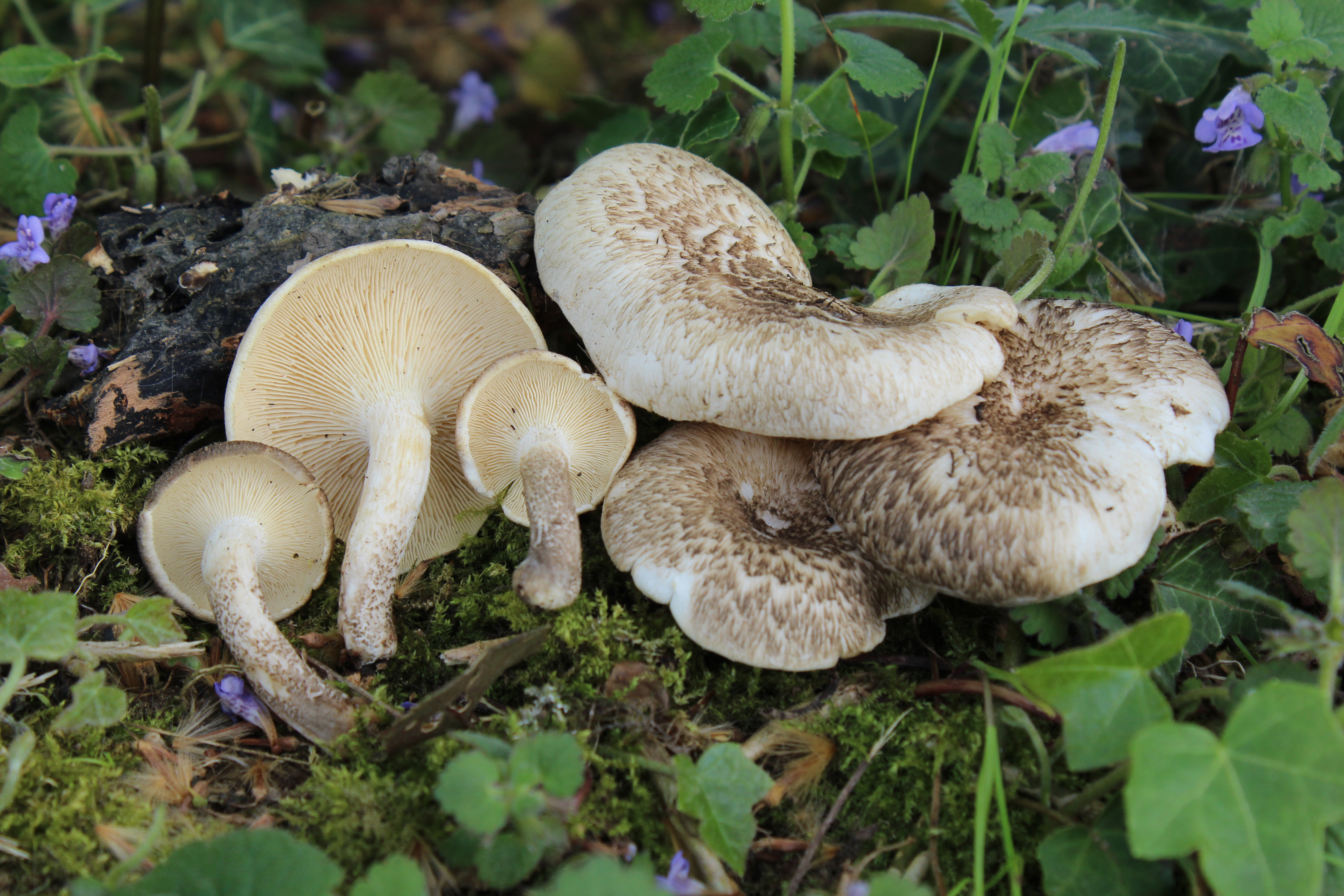
Lentinus tigrinus sin Panus tigrinus
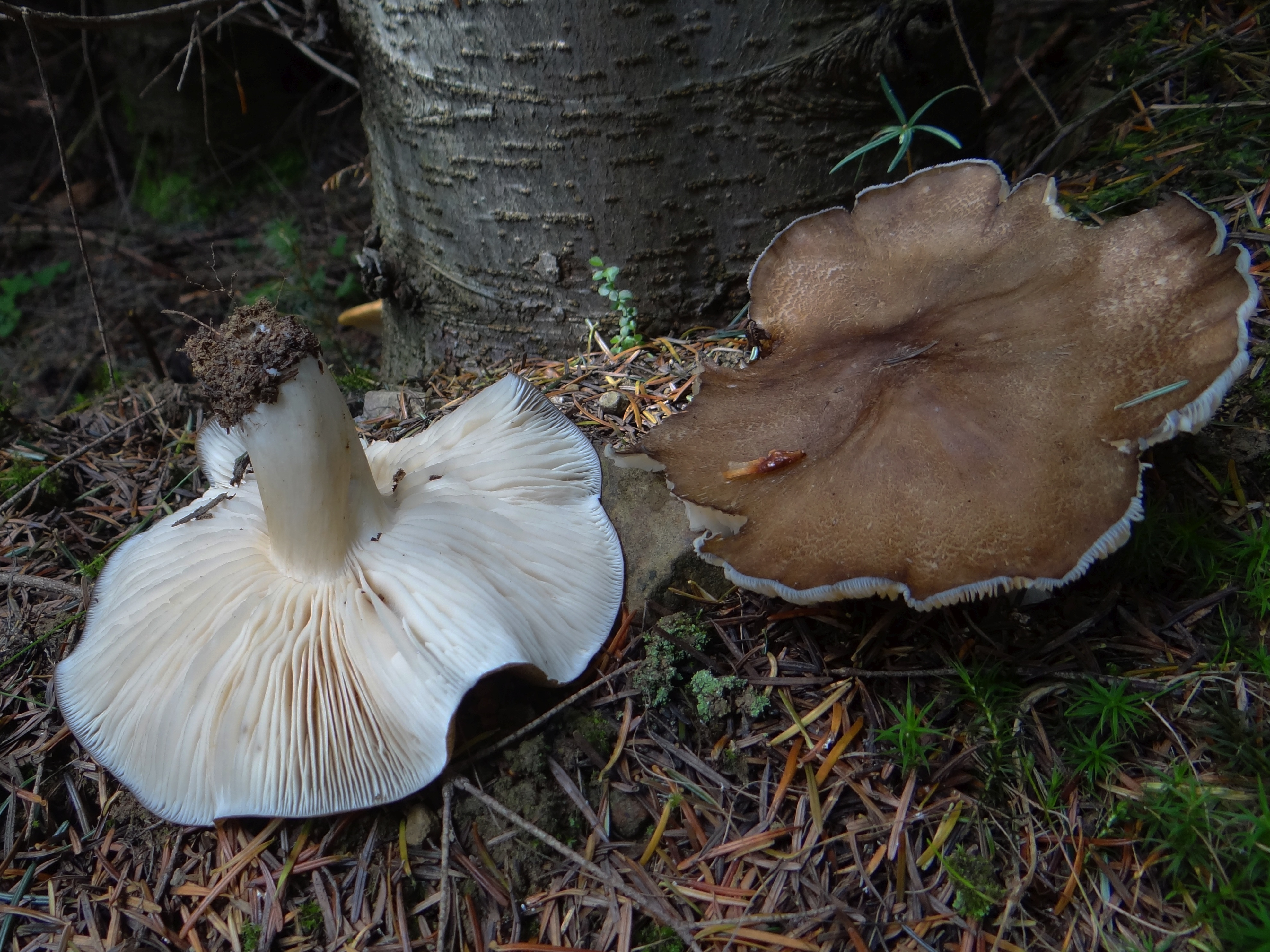
!Megacollybia platyphylla!
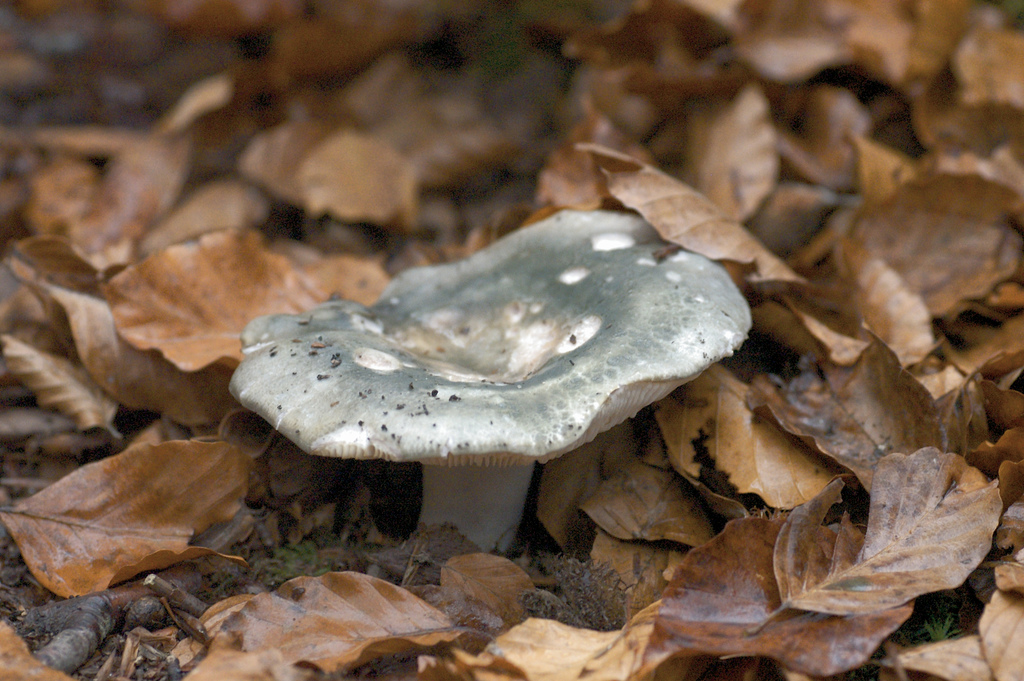
Russula virescens
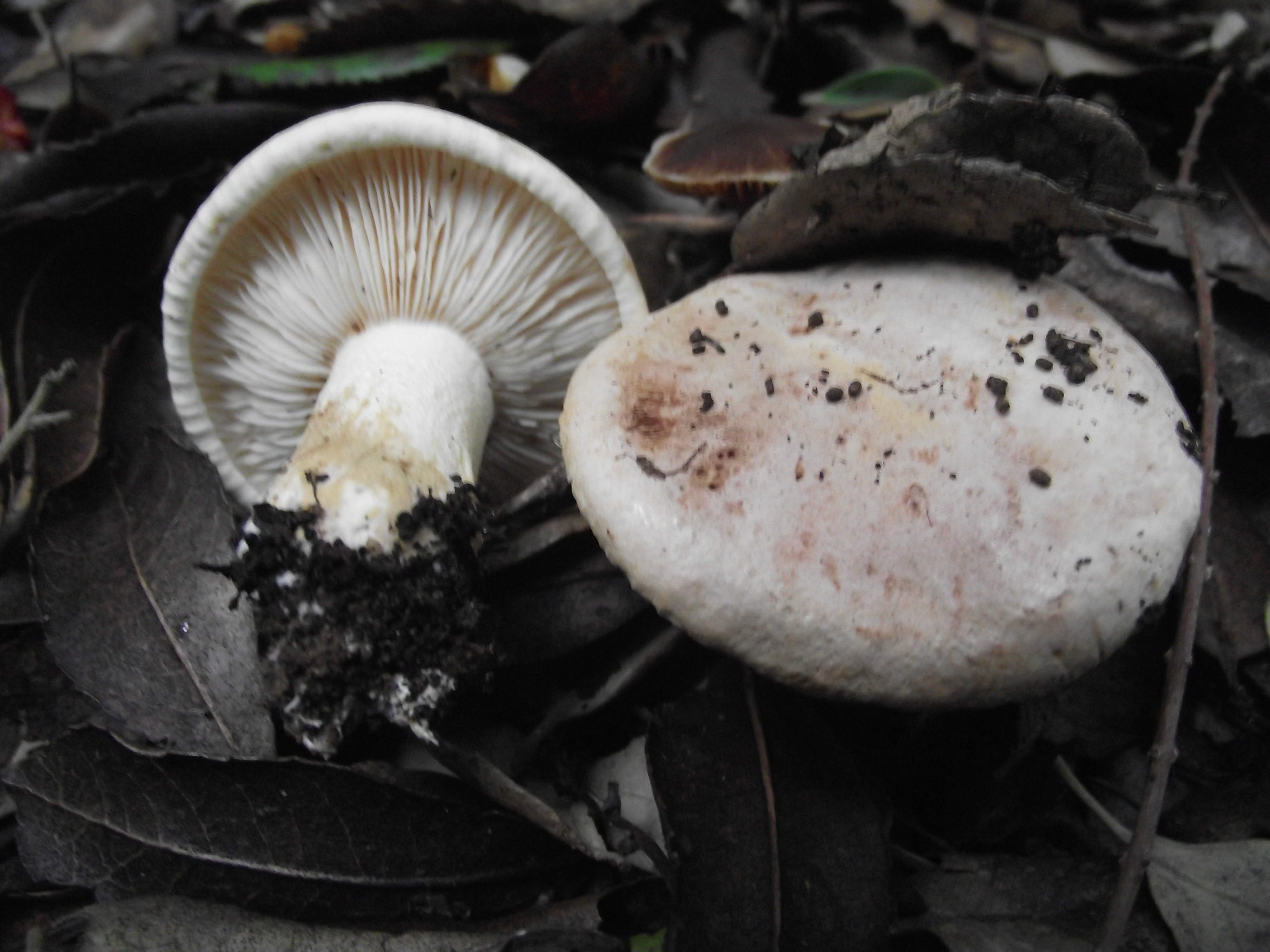
!Tricholoma acerbum!
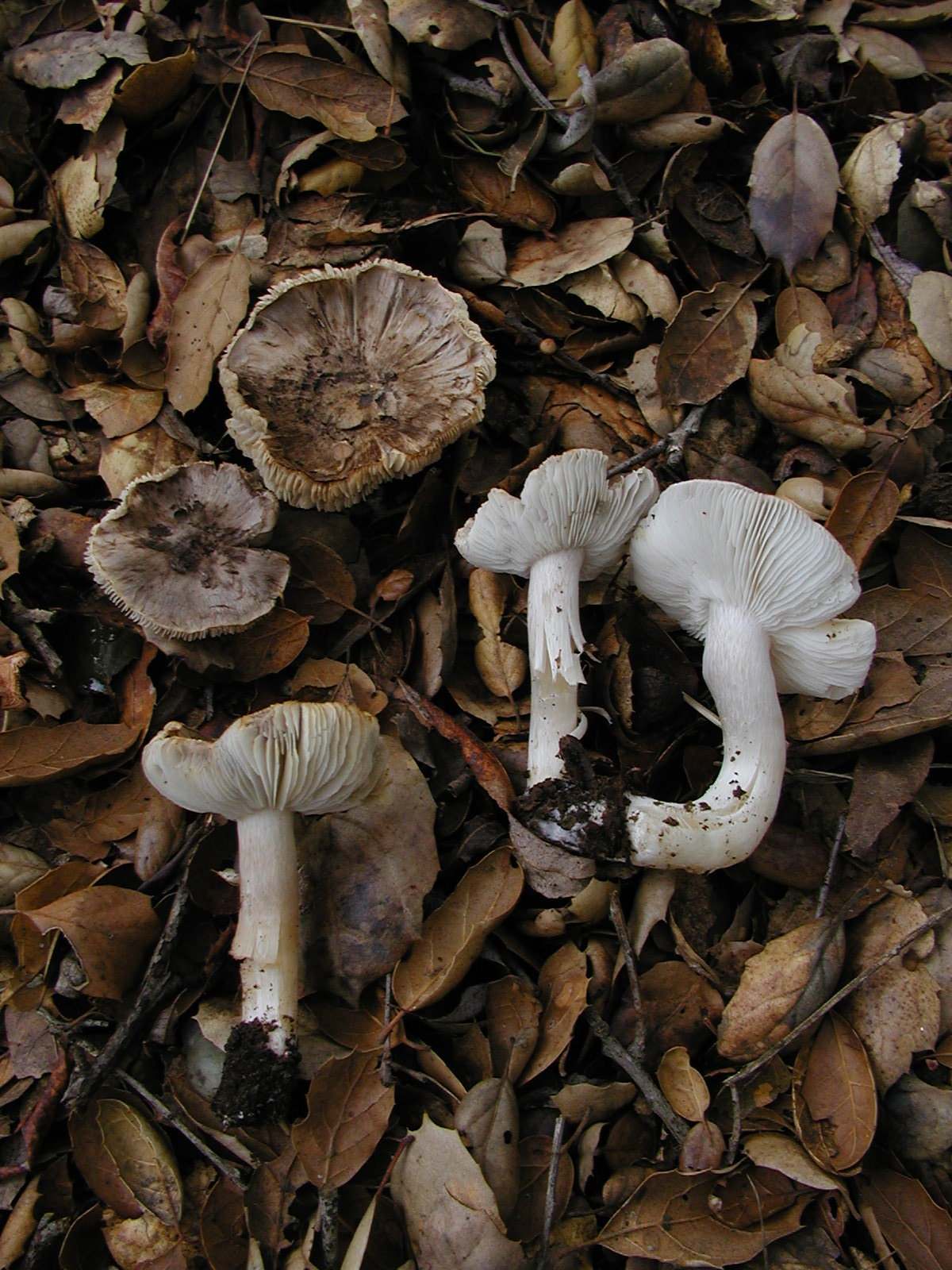
Tricholoma argyraceum
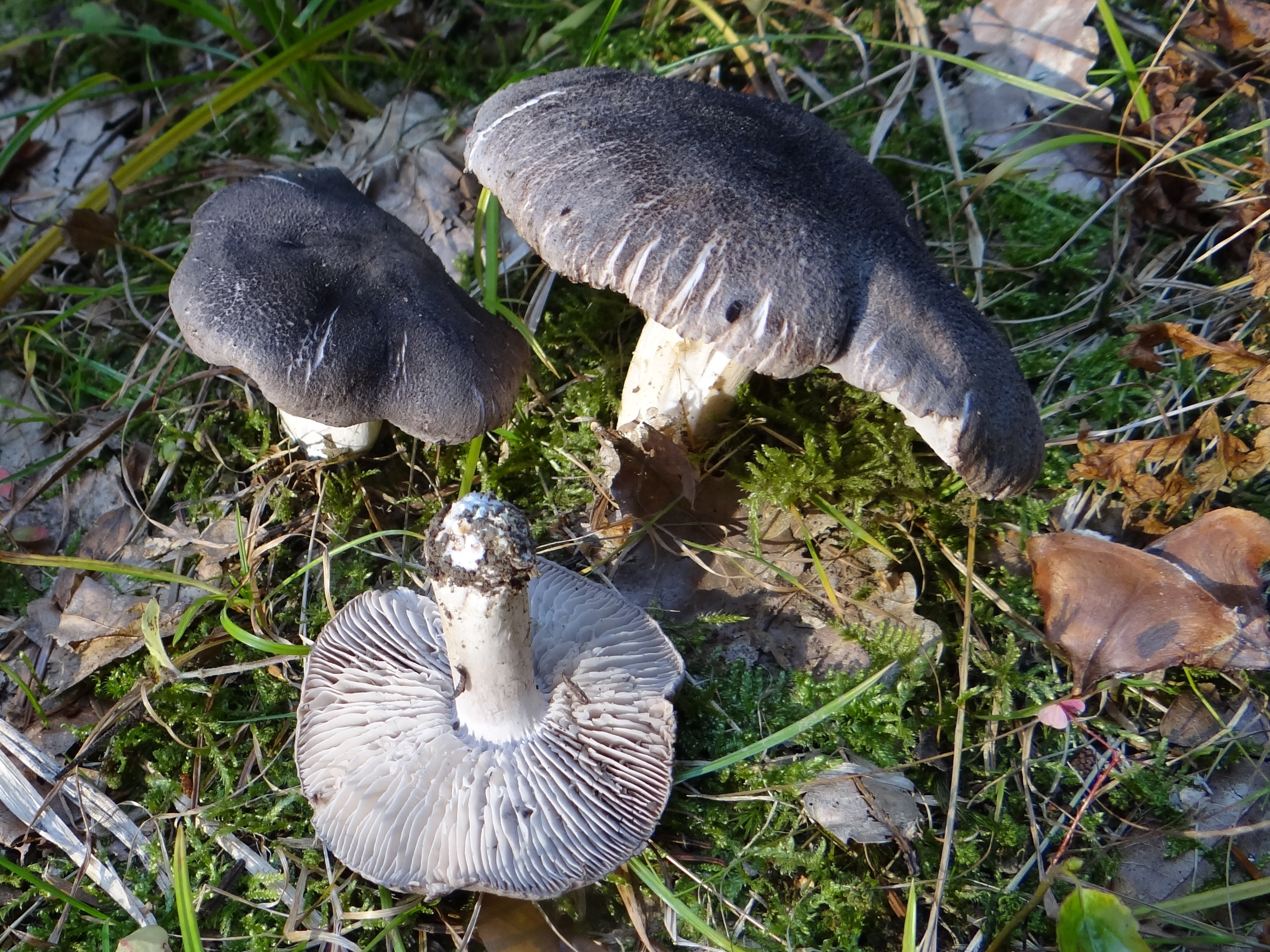
Tricholoma atrosquamosum sin. squarrulosum
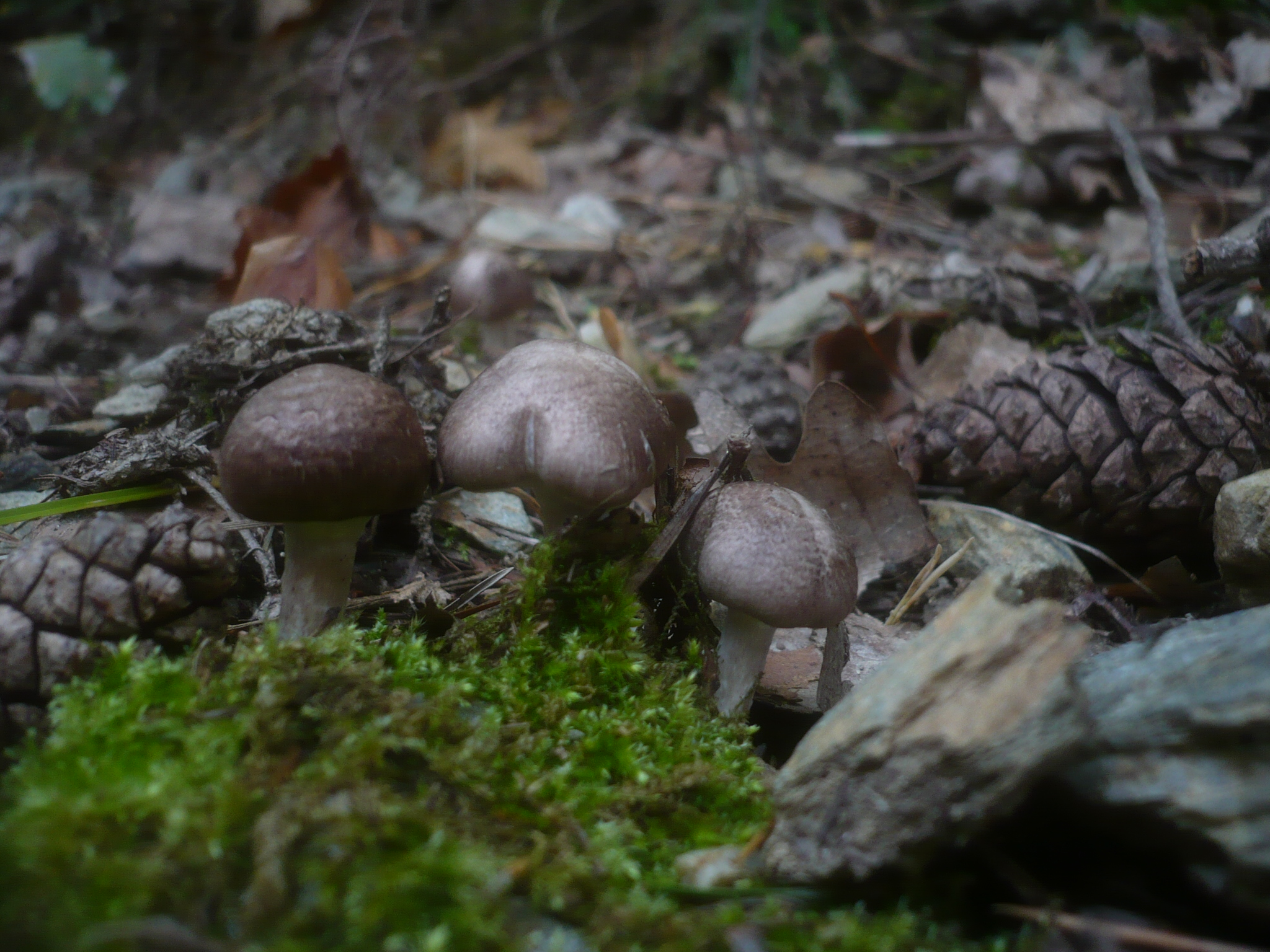
Tricholoma cingulatum
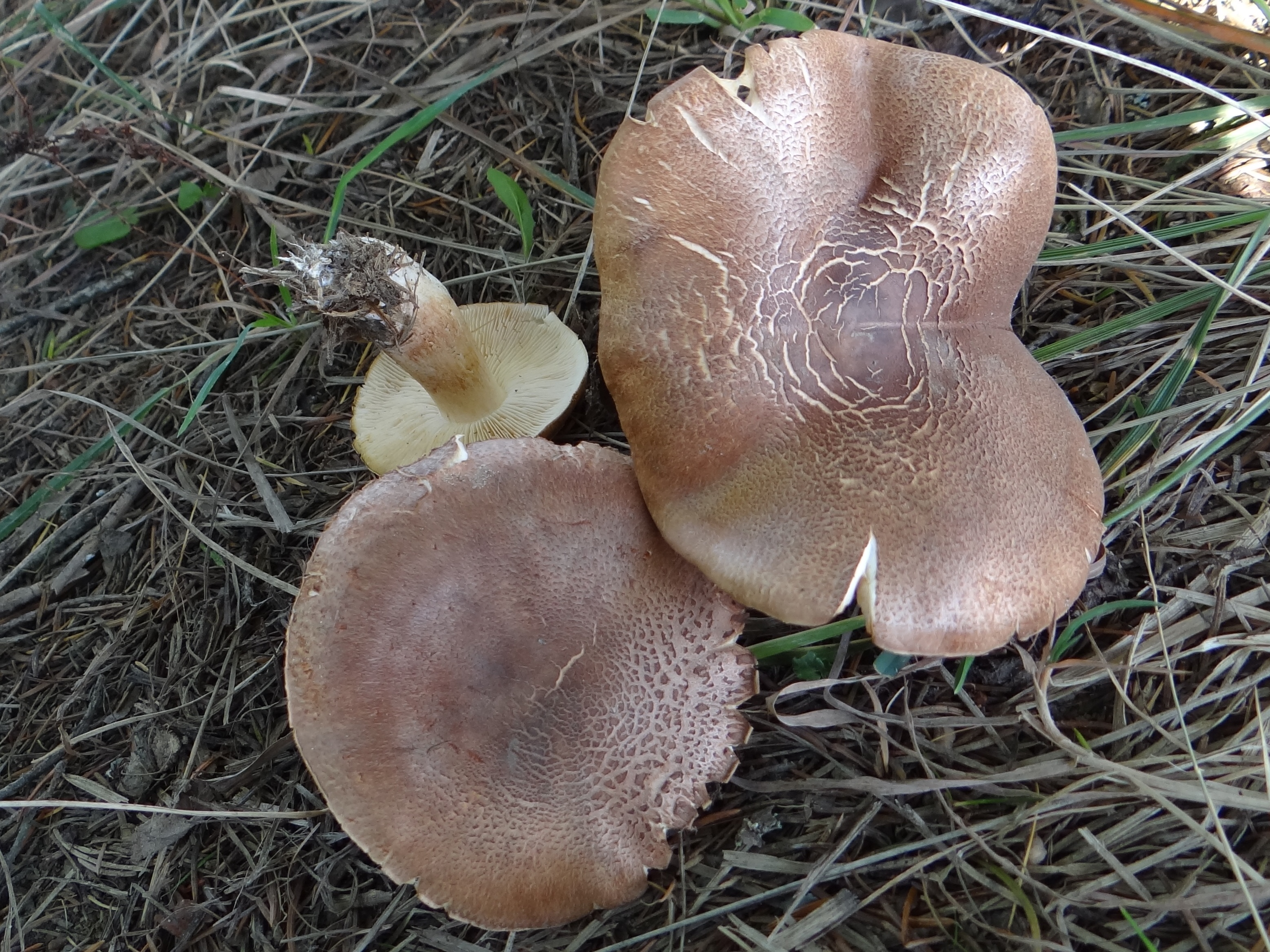
Tricholoma imbricatum

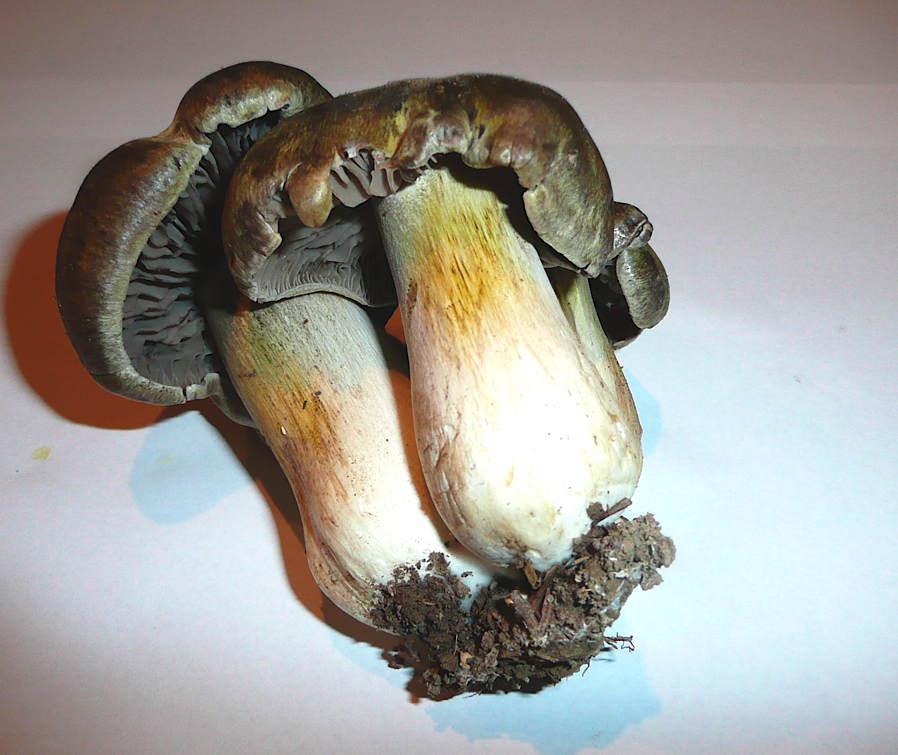
! Tricholoma luridum !
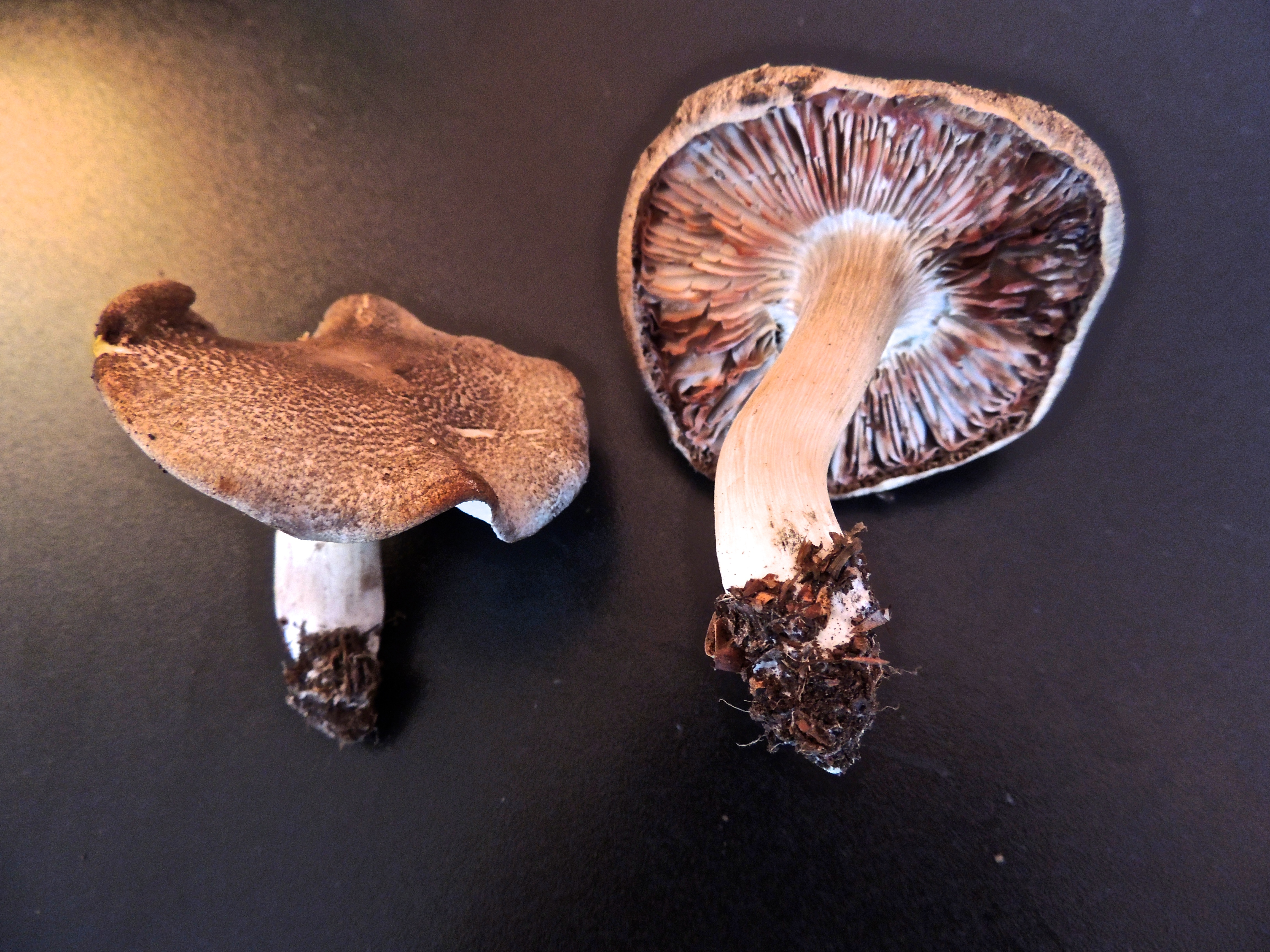
Tricholoma orirubens
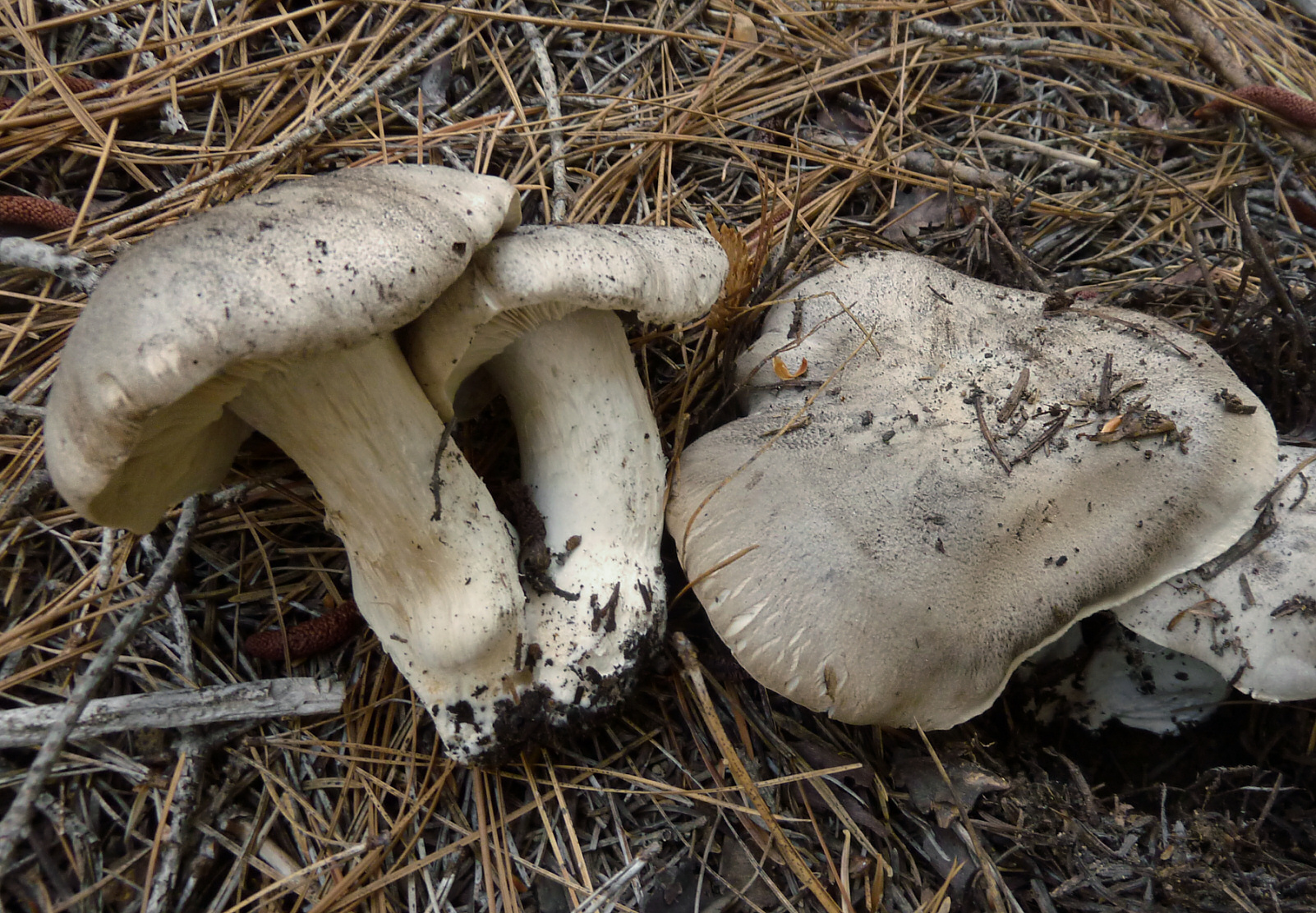
!!Tricholoma pardinum sin. Tricholoma tigrinum!!
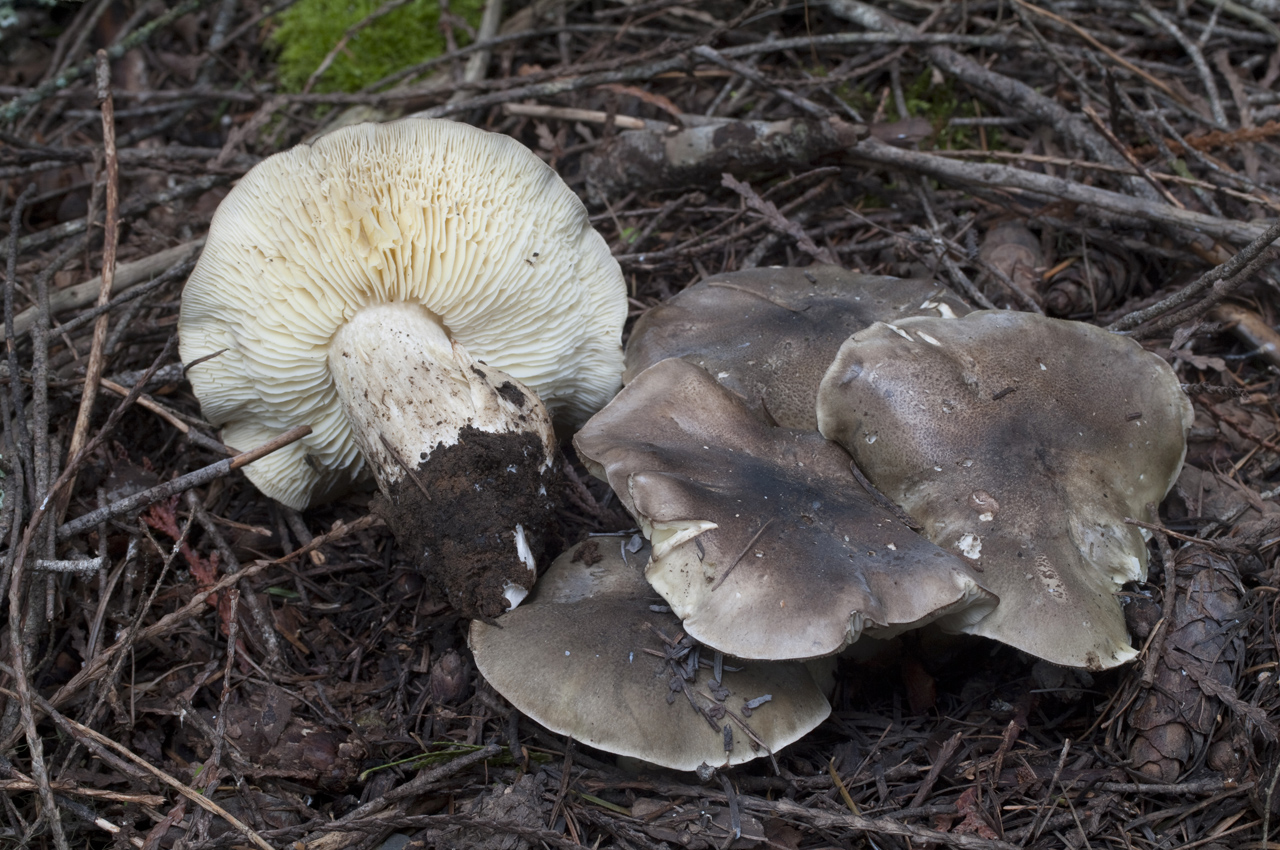
!Tricholoma saponaceum!
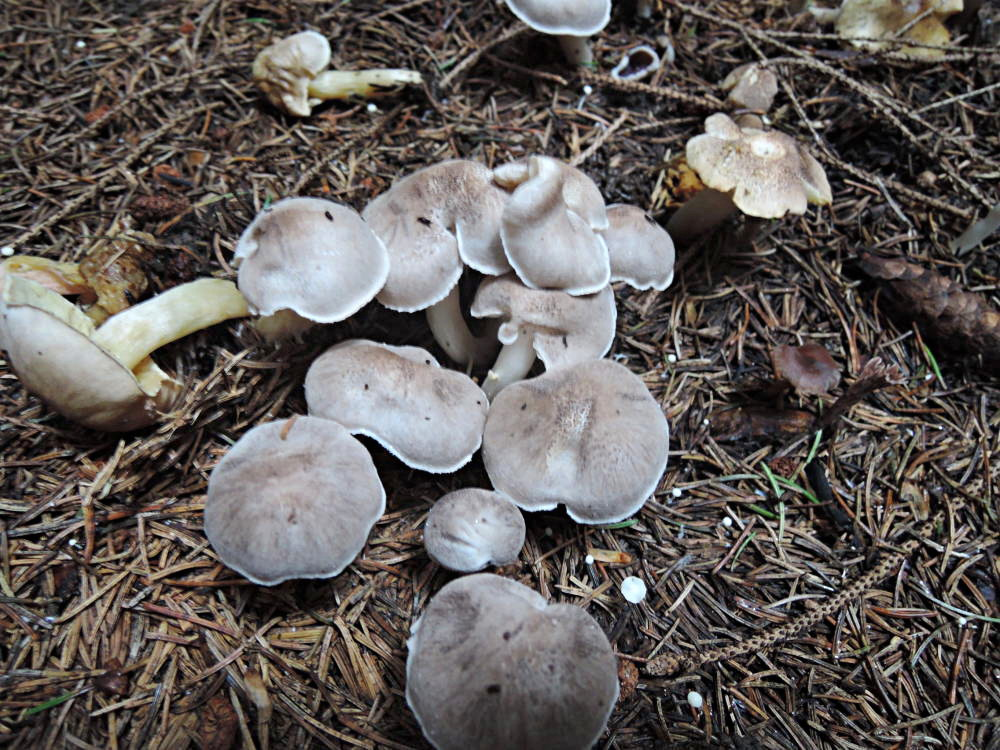
Tricholoma scalpturatum
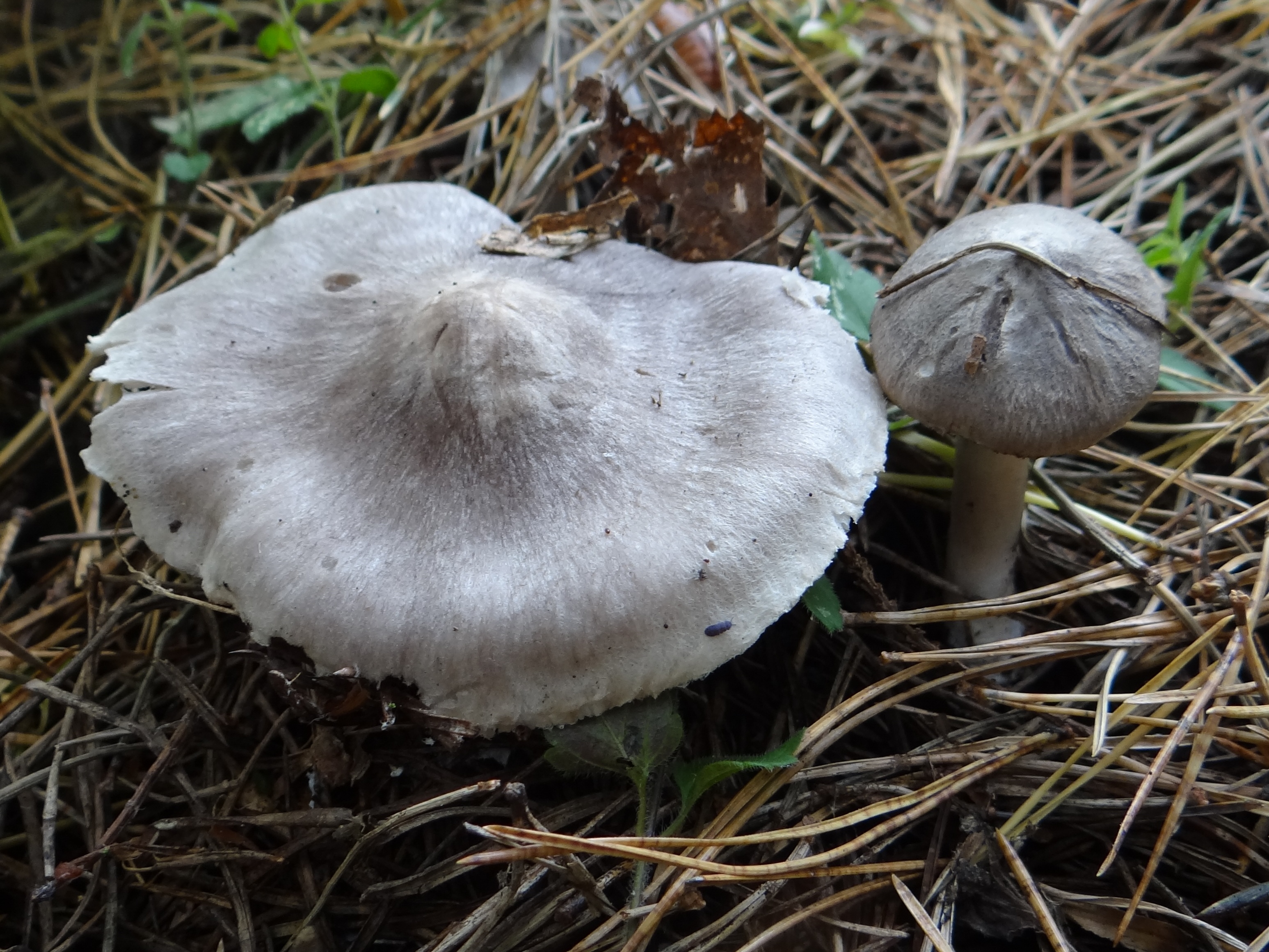
!Tricholoma sciodes!
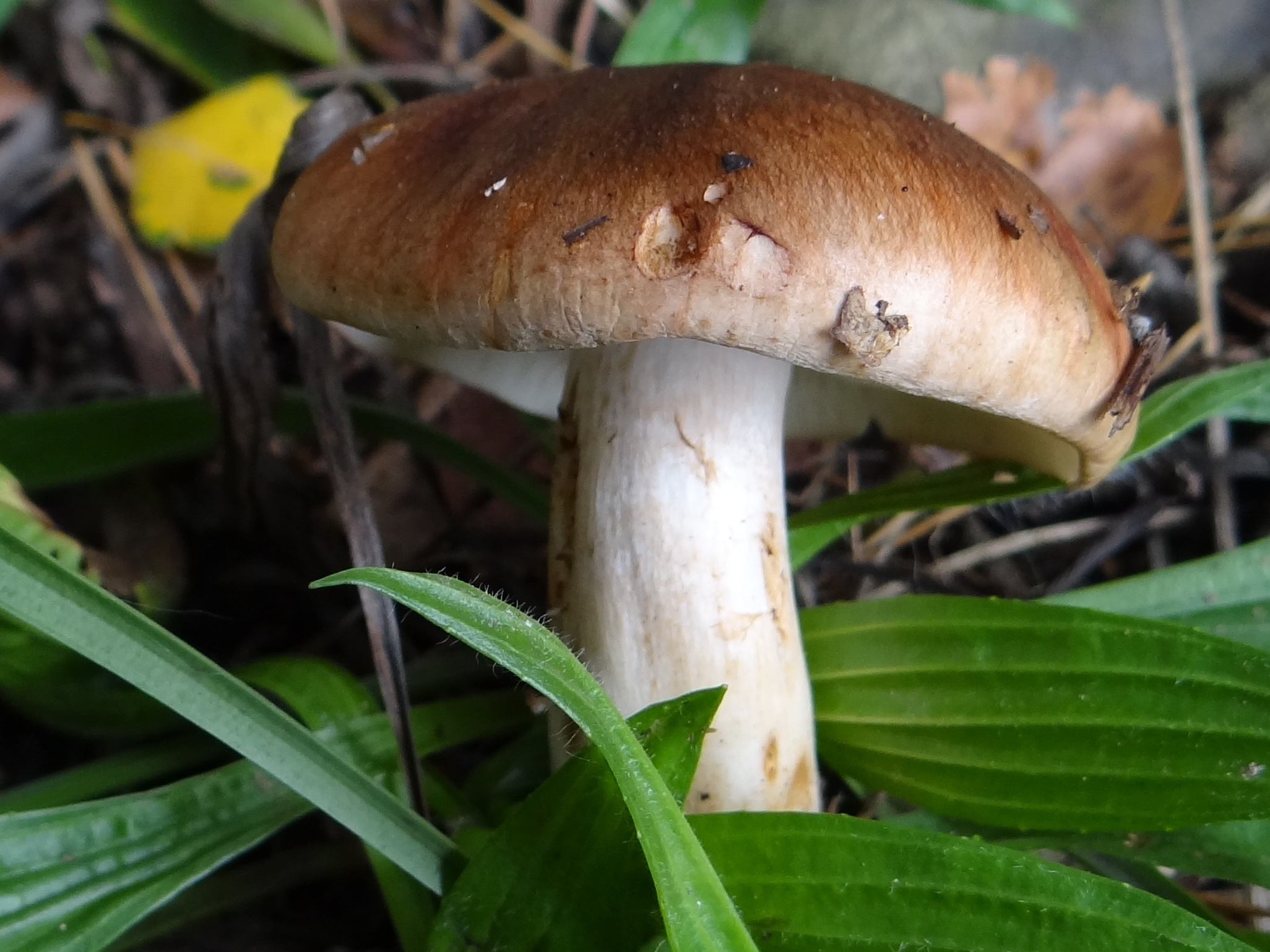
!!Tricholoma pessundatum!!
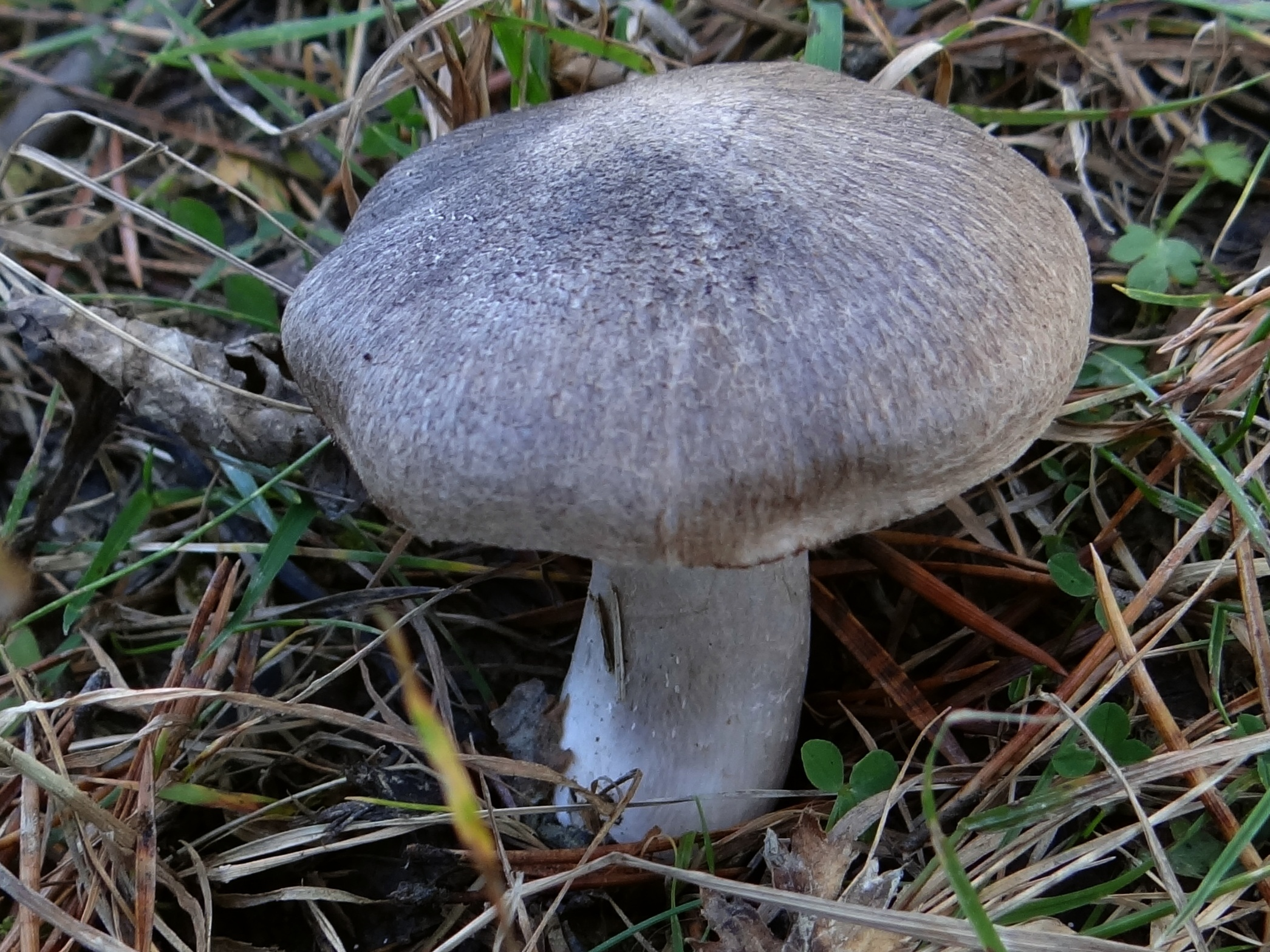
Tricholoma terreum
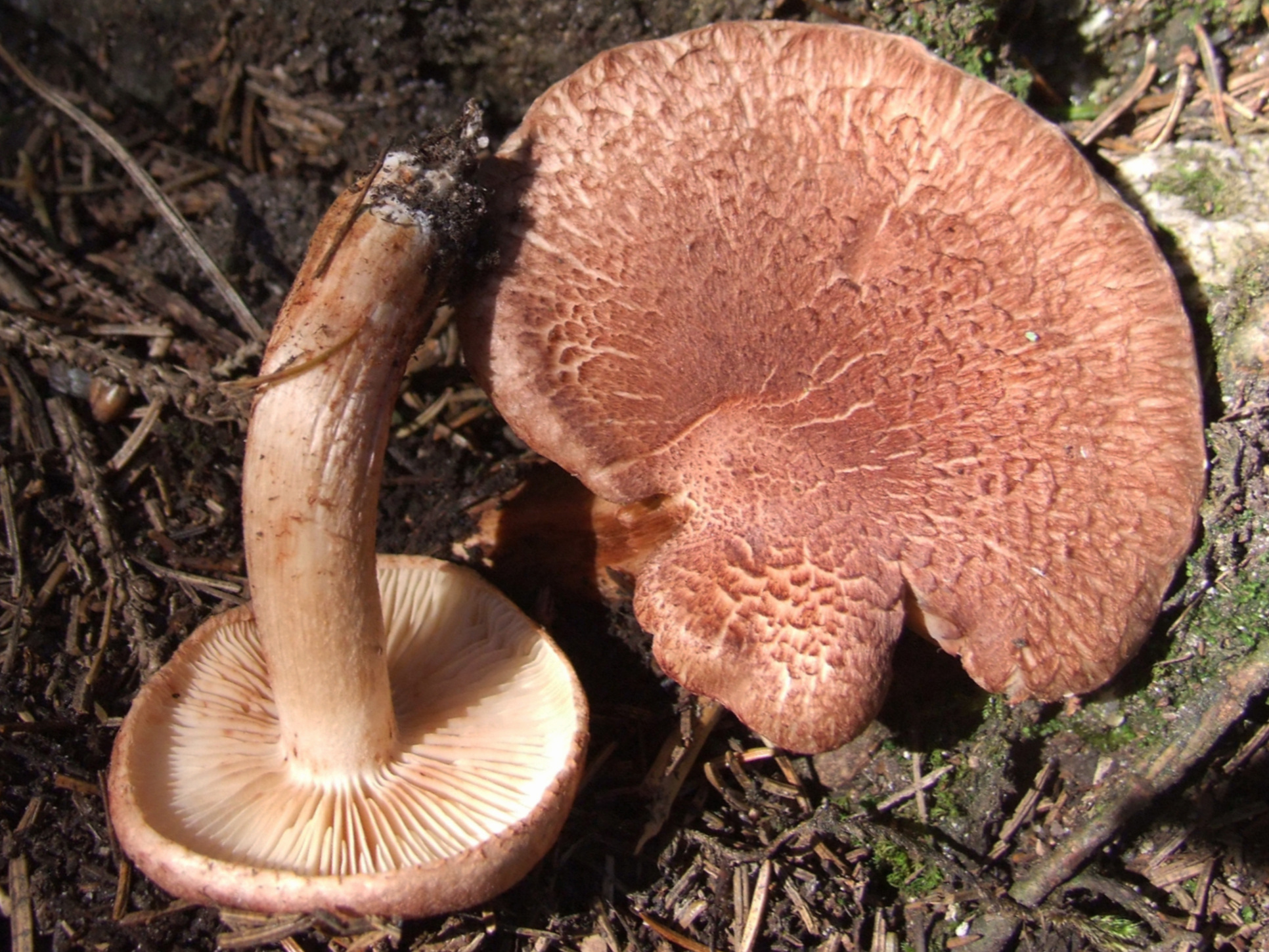
!Tricholoma vaccinum!
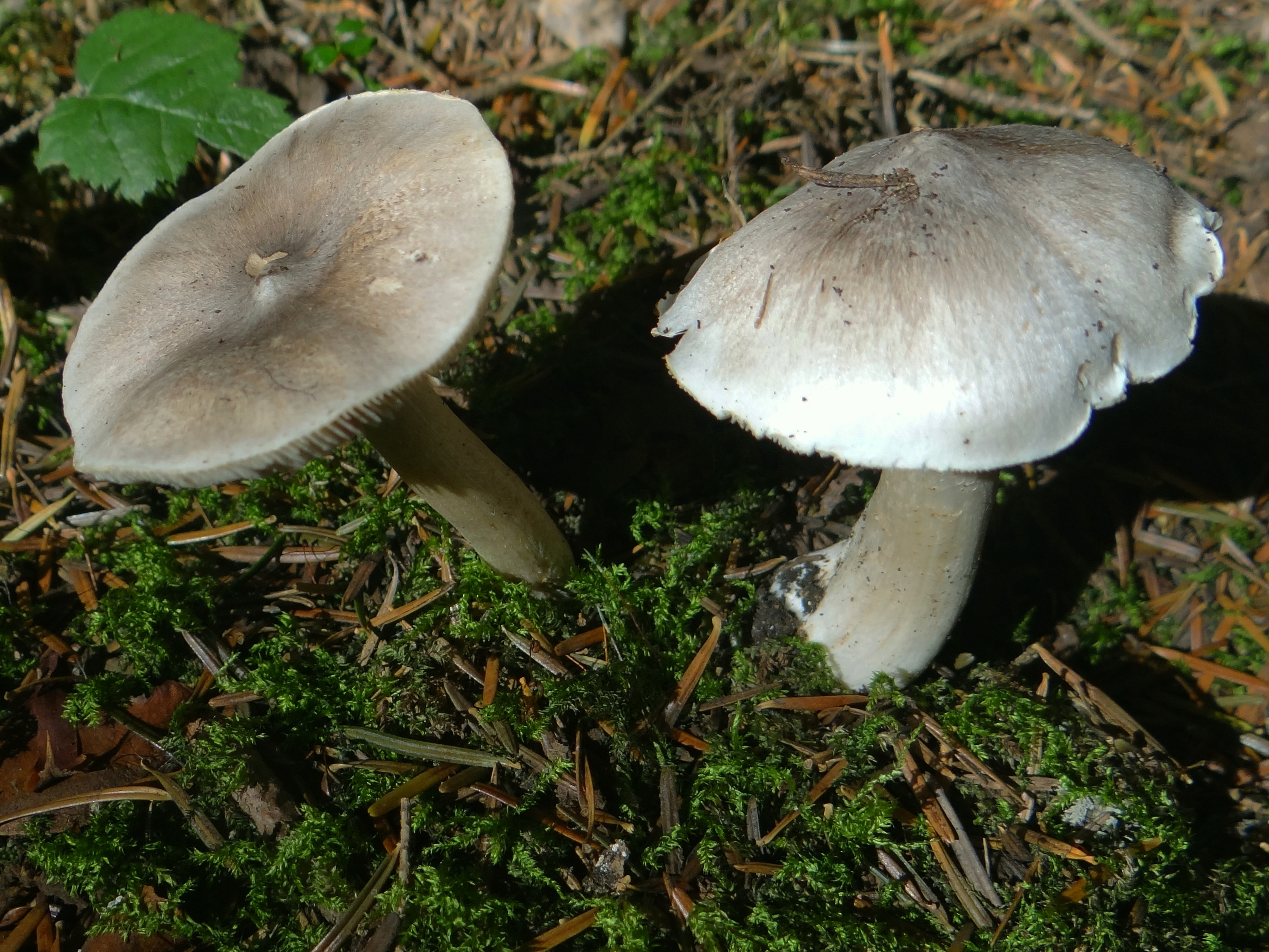
!!Tricholoma virgatum!!

## Valorificare

### Comestibilitate
Ciuperca este foarte bună de mâncat, văzută nu rar drept delicatesă și mai gustoasă ca ciuperca șoarecelui. Buretele poate fi preparat ca de exemplu Agaricus campestris (ciuperca de bălegar), dar cel mai bine place prăjit. Se recomandă, totuși, să se îndepărteze cuticula de pe pălărie pentru că este adesea destul de lipicioasă. În Elveția este dat liber pentru vânzarea la piață.

### Compuși chimici
Carnea proaspătă de ciuperci conține aproximativ 93% apă, 3,64% carbohidrați, 2,12% proteine, 0,81% cenușă crudă, 0,38% grăsime (aproximativ 1: 6: 3 acizi grași saturați, nesaturați și poli-nesaturați) și are o valoare calorică de aproximativ 112 kJ la 100 grame. Proporția de fibre în masa uscată este de aproximativ 45%, conținutul de proteine este de 16%, din care 61,8% sunt aminoacizi esențiali cu leucină, izoleucină și triptofan ca aminoacizi ai amestecului care limitează utilizarea în organismul uman. Conform PDCAAS (Protein Digestibility Corrected Amino Acid Score), utilizabilitatea biologică a amestecului de proteine pe care o conține este mai mare decât cea a majorității amestecurilor de proteine vegetale și semnificativ mai mică decât cea a laptelui, oului și cărnii. Conținutul de grăsime este de 5,7%, din care peste 75% este acid oleic (monosaturat) și acid linoleic (poli-nesaturat). Antioxidanți sunt, de asemenea, abundenți.

### Efecte medicinale
Mai departe, se spune că ciuperca ar conține substanțe bioactive cu proprietăți anticancerigene, antifungice și antibiotice. În prezent, aceste teze sunt în curs de examinare tehnic medical.
| Nu mâncați niciodată bureți de genul Tricholoma iuți și/sau amari (nici după însilozare) pentru că provoacă mereu tulburări gastrointestinale, parțial foarte severe. |